# Waasmunster
Waasmunster (Pronunciación holandesa: [ˌʋunːsˈmʏnstər]) es un municipio localizado en la provincia flamenca de Flandes Oriental, Bélgica. El municipio sólo comprende la ciudad de Waasmunster (propiamente). Hacia el 1 de enero de 2019, Waasmunster tenía una población total de 10,801 habitantes. El área total es 31.93 km² lo cual da una densidad de población de 338 habitantes por km².
La Abadía de Roosenberg, fundada en el siglo XIII, está situada en esta municipalidad.

## Demografía

### Evolución
Todos los datos históricos relativos al actual municipio, el siguiente gráfico refleja su evolución demográfica, incluyendo municipios después de efectuada la fusión el 1 de enero de 1977.
| Gráfica de evolución demográfica de Waasmunster entre 1846 y 2019 |
|                                                                   |